# Tähva nina
Tähva nina (Tähvaudden) är en udde på Dagö i västra Estland. Den ligger i Pühalepa kommun i Hiiumaa (Dagö), 120 km sydväst om huvudstaden Tallinn. Närmaste större samhälle är Kärrdal, 12,6 km väster om Tähva nina.
Tähva nina ligger på östra Dagö vid Hares sund på vars andra sida Ormsö är beläget. Norr ut ligger Sääre nina, en udde på Dagö. Öster ut ligger Oxholm och söder ut ligger öarna Hellamaa rahu och Vohilaid. 